# La Petite Baignade
Pour plus de détails, voir Fiche technique et Distribution.
La Petite Baignade (The Old Swimmin' Hole) est un film muet américain réalisé par Joseph De Grasse, sorti en 1921 aux Etats-Unis et le 5 mai 1922 en France, à ne pas confondre avec le film du même nom sorti en 1940.

## Fiche technique
- Titre original : The Old Swimmin' Hole
- Titre français : La Petite Baignade
- Réalisation : Joseph De Grasse
- Scénario : Bernard McConville , d'après James Whitcomb Riley
- Photographie : George Rizard
- Montage : Harry L. Decker
- Production : Charles Ray
- Société de production : First National Pictures
- Société de distribution : First National Pictures (États-Unis) ; First National Location (France)
- Pays de production :  États-Unis
- Langue originale : anglais
- Format : noir et blanc — 5 bobines - 35 mm — 1,33:1 — Muet
- Durée : 60 minutes
- Dates de sortie :  
  - États-Unis : 27 février 1921
  - France : 5 mai 1922[2].

## Distribution
- Charles Ray : Ezra Hull
- Laura La Plante : Myrtle
- James Gordon : le père d'Ezra
- Blanche Rose: la mère d'Ezra
- Marjorie Prevost : Esther
- Lincoln Stedman : Skinny
- Lon Poff : Mr. Payne, l'instituteur

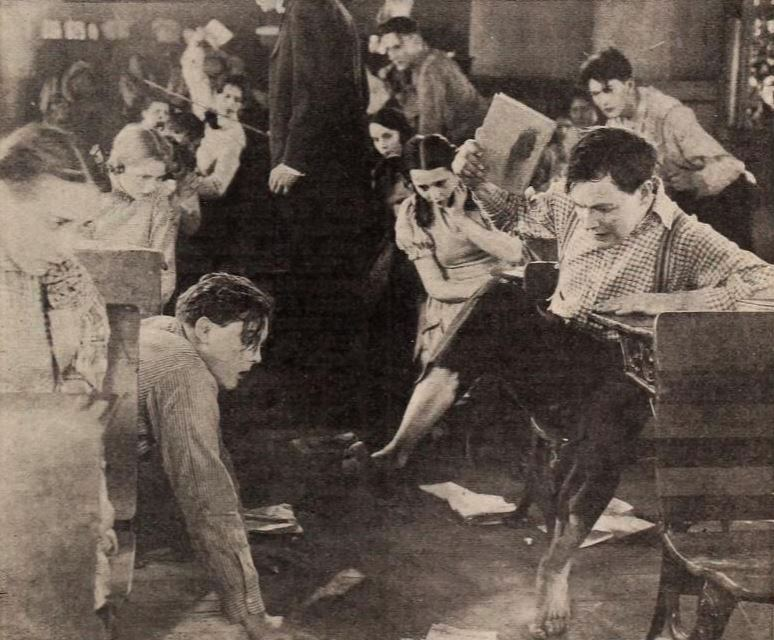
Charles Ray dans une scène du film
pour le Exhibitor's Herald du 5 février 1921.

- Monte Collins	: un du gang d'Ezra (non crédité)
- Charlotte Pierce: une des filles (non créditée)